# Merijärvi (sjö i Egentliga Finland)
Merijärvi är en sjö i Finland. Den ligger i Masko kommun och Nådendals stad i landskapet Egentliga Finland, i den sydvästra delen av landet, 170 km väster om huvudstaden Helsingfors. Merijärvi ligger 40 meter över havet. Arean är 22,8 hektar och strandlinjen är 2,16 kilometer lång. Sjön  ingår i Skärgårdshavets kustområde, Åland.   I omgivningarna runt Merijärvi växer i huvudsak barrskog.